# 헤수스 마리아 사트루스테기
헤수스 마리아 사트루스테기 아스피로스(스페인어: Jesús María Satrústegui Azpiroz, 1954년 2월 12일, 나바라 지방 팜플로나 ~)는 스페인의 전 축구 선수로, 현역 시절 공격수로 활동하였다.

## 클럽 경력
사트루스테기는 나바라 지방 팜플로나 사람이다. 그러나, 그는 현역 시절 전부를 바스크 연고의 레알 소시에다드에서 보냈다. 그는 이 곳에서 297번의 라 리가 경기에 출전하여 133골을 넣었고, 1980-81 시즌과 1981-82 시즌에 도합 29골을 기록하여 헤수스 마리아 사모라와 함께 레알 소시에다드의 리그 2연속 우승의 주역이 되었다.
1982년 11월, 사라고사와의 경기에서 무릎 반월상연골과 전방 십자 인대 중상을 당한 사트루스테기는 완치되지 못하였고, 1985-86 시즌을 끝으로 32세의 나이에 현역에서 은퇴하였다.

## 국가대표팀 경력
사트루스테기는 스페인 국가대표팀 경기에 32번 출전하여 8골을 넣었고, UEFA 유로 1980과 1982년 FIFA 월드컵에 출전하였는데, 후자의 대회에서 잉글랜드와의 2차 조별 리그 경기 직후 은퇴하였다. 같은 날, 헤수스 마리아 사모라도 은퇴를 선언하였다.

### 국가대표팀 득점 기록
| #  | 날짜             | 경기장                          | 상대       | 점수 | 결과 | 대회     |
| -- | ---------------- | ------------------------------- | ---------- | ---- | ---- | -------- |
| 1. | 1977년 2월 9일   | 아일랜드 더블린 랜스던 로드     | 아일랜드   | 1–0  | 1–0  | 친선경기 |
| 2. | 1980년 9월 24일  | 헝가리 부다페스트 네프슈터디온  | 헝가리     | 2–2  | 2–2  | 친선경기 |
| 3. | 1981년 3월 25일  | 잉글랜드 런던 웸블리            | 잉글랜드   | 1–0  | 2–1  | 친선경기 |
| 4. | 1981년 6월 28일  | 베네수엘라 카라카스 올림피코    | 베네수엘라 | 2–0  | 2–0  | 친선경기 |
| 5. | 1981년 7월 5일   | 칠레 산티아고 국립 경기장       | 칠레       | 1–1  | 1–1  | 친선경기 |
| 6. | 1981년 12월 16일 | 스페인 발렌시아 루이스 카사노바 | 벨기에     | 1–0  | 2–0  | 친선경기 |
| 7. | 1981년 12월 16일 | 스페인 발렌시아 루이스 카사노바 | 벨기에     | 2–0  | 2–0  | 친선경기 |
| 8. | 1982년 3월 24일  | 스페인 발렌시아 루이스 카사노바 | 웨일스     | 1–0  | 1–1  | 친선경기 |

## 수상
레알 소시에다드
- 라 리가: 1980–81, 1981–82
- 수페르코파 데 에스파냐: 1982

## 같이 보기
- 원클럽맨 명단